# Карпов, Максим Вячеславович
Максим Вячеславович Карпов (род. 20 января 1980) — российский борец греко-римского стиля, чемпион России, призёр Кубка мира в команде.

## Карьера
Является воспитанником саранской ДЮСШОР. В ноябре 2004 года в Перми одержал победу на чемпионате России среди молодёжи. В ноябре 2005 года в финском городе Вантаа стал серебряным призёром на международном турнире. В марте 2006 года в составе сборной России стал серебряным призёром командного Кубка мира, проходившего в Будапеште. В июне 2011 года в Красноярске стал бронзовым призёром чемпионата России.

## Спортивные результаты
- Чемпионат мира по борьбе среди юниоров 2005 — 5;
- Чемпионат России по греко-римской борьбе 2005 — ;
- Кубок мира по борьбе 2006 (команда) — ;
- Кубок мира по борьбе 2006 — 5;
- Чемпионат России по греко-римской борьбе 2011 — ;

## Личная жизнь
В 2008 году окончил Мордовский государственный педагогический институт имени М. Е. Евсевьева.